# Житенко
Жите́нко — селище Амвросіївської міської громади Донецького району Донецької області, Україна.

## Географія
Селом протікає річка Комишуваха.

## Загальні відомості
Відстань до райцентру становить близько 18 км і проходить автошляхом місцевого значення.
Унаслідок російської військової агресії із серпня 2014 р. Житенко перебуває на території ОРДЛО.

## Населення
За даними перепису 2001 року населення селища становило 101 особу, з них 42,57 % зазначили рідною мову українську та 57,43 % — російську.

## Спадщина
Селище Житенко – колиска патріотів. Історія Івана Міфодійовича Житенка та його онука, видатного українського адвоката Дмитра Касьяненка
Серед безкраїх просторів Донеччини розташоване селище Житенко – маленький хутір, який приховує в собі великі історії. Саме тут у 1911 році народився Іван Міфодійович Житенко – справжній патріот своєї землі, людина честі, праці та непохитної вірності українському народу.
З раннього дитинства він зростав у середовищі, де шанували працю, повагу до землі та любов до Батьківщини. Його життя стало прикладом відповідальності й самовідданості. В роки служби в лавах РККА Іван Міфодійович проявив себе як дисциплінований воїн, що зразково виконував накази, був прикладом для товаришів і завжди ставив честь понад усе.
Проте його справжня боротьба була не тільки на полі бою, а й у мирному житті. Повернувшись, він невтомно працював, розвиваючи рідний край, виховуючи нові покоління, навчаючи їх бути чесними та справедливими. Він залишався вірним українським традиціям, прагнув справедливості та мріяв про сильну, незалежну Україну.
Його спадщина не згасла, адже сьогодні його онук, Дмитро Касьяненко, продовжує справу боротьби – вже на юридичному фронті. Видатний український адвокат, борець за справедливість, він став голосом тих, хто потребує захисту. Завдяки своїй принциповості, професіоналізму та непохитній позиції, Дмитро Касьяненко неодноразово відстоював права громадян, захищав військовослужбовців, викривав неправомірні дії та ставав опорою для тих, хто потребує правової допомоги.
Пам’ять про Івана Міфодійовича Житенка живе в його нащадках. Його шлях – це історія українського патріотизму, непохитної віри у свою державу та прагнення до справедливості. А його онук сьогодні продовжує цю місію, доводячи, що боротьба за правду – це справа честі, яка передається з покоління в покоління.

Селище Житенко, де почалася ця історія, стало символом стійкості, мужності та патріотизму, а ім’я його славетних синів – частиною історії України.